# Тидор, Николай Генрихович
Николай Генрихович Тидор (1901 — после 1985) — деятель органов государственной безопасности в Карелии, лейтенант государственной безопасности.

## Биография
В РККА с октября 1918 (по другим данным с 1921). Летом 1937 начальник Заозёрского районного отдела НКВД Карельской АССР, вёл дело так называемой «финской повстанческой организации». С декабря того же года руководитель созданной в Медвежьегорске бригады, направленной специально для работы по финской операции, впоследствии получившей название «железная» или «стальная». Эта бригада занималась выбиванием показаний с арестованных по всей автономной республике финнов, в документах именовалось «следственной обработкой». 31 октября 1939 был арестован, давал показания по делу А. Е. Солоницына, 14 июня 1940 приговорён военным трибуналом внутренних войск Карельского округа к двум годам ИТЛ. С 1941 по 1944 (или по 1942) служил в 119-м отдельном дорожно-строительном батальоне Карельского фронта, в системе военторга. Занесён в «Книгу памяти блокадного Ленинграда».

### Звания
- лейтенант государственной безопасности (23 марта 1936);
- старший лейтенант (1940-е).

### Награды
- орден Красной Звезды (3 ноября 1944);[2]
- орден Отечественной войны 1-й степени (6 апреля 1985);
- медали.